# Persone di cognome N'Diaye
| Questa pagina contiene informazioni ricavate automaticamente dalle voci biografiche con l'ausilio del template Bio e di un bot. L'aggiornamento è periodico e automatico e ricostruisce completamente la pagina. Se manca una persona in questa lista, sei pregato di non aggiungerla, ma accertati piuttosto che la sua voce biografica contenga il template Bio e che i dati anagrafici siano correttamente compilati. Se il template Bio manca, inseriscilo tu stesso o, in alternativa, metti l'avviso {{tmp\|Bio}} che ne segnala la mancanza. Se i dati riportati sono sbagliati, correggi direttamente la voce biografica; le modifiche saranno visibili in questa lista entro pochi giorni. Per chiarimenti vedi il progetto antroponimi. La lista contiene solo le 54 persone che sono citate nell'enciclopedia e per le quali è stato implementato correttamente il template Bio. Pagina aggiornata al 22 gen 2025. |

Questa è una lista di persone presenti nell'enciclopedia che hanno il cognome N'Diaye, suddivise per attività principale.

## Allenatori di calcio(1)
- Lamine N'Diaye, allenatore di calcio e ex calciatore senegalese (Addarabu, n. 1956)

## Artisti(1)
- Iba N'Diaye, artista senegalese (Saint-Louis, n. 1928 - Clamart, † 2008)

## Calciatori(33)
- Alassane N'Diaye, calciatore francese (Audincourt, n. 1990)
- Alassane N'Diaye, calciatore francese (Limoges, n. 1991)
- Alfred N'Diaye, calciatore francese (Parigi, n. 1990)
- Almike N'Diaye, calciatore mauritano (Banyoles, n. 1996)
- Makhtar N'Diaye, ex calciatore senegalese (Dakar, n. 1981)
- Amadou N'Diaye, calciatore senegalese (Bambey, n. 2000)
- Assane N'Diaye, calciatore senegalese (Nguekoh, n. 1974 - † 2008)
- Bakary N'Diaye, calciatore mauritano (n. 1998)
- Cheick N'Diaye, calciatore senegalese (n. 1985)
- Deme N'Diaye, ex calciatore senegalese (Dakar, n. 1985)
- Ibrahima N'Diaye, calciatore senegalese (Dakar, n. 1994)
- Khadim N'Diaye, calciatore senegalese (Saint-Louis, n. 1985)
- Lassana N'Diaye, calciatore maliano (Bamako, n. 2000)
- Leyti N'Diaye, ex calciatore senegalese (Dakar, n. 1985)
- M'Backé N'Diaye, calciatore mauritano (Rosso, n. 1994)
- Mame N'Diaye, ex calciatore senegalese (Thiès, n. 1986)
- Mamadou N'Diaye, calciatore senegalese (Thiès, n. 1995)
- Loum N'Diaye, calciatore senegalese (Dakar, n. 1996)
- Mamoutou N'Diaye, calciatore maliano (Bamako, n. 1990)
- Massamba N'Diaye, calciatore senegalese (Thiès, n. 2001)
- Modou N'Diaye, calciatore senegalese (Kaolack, n. 1996)
- Momar N'Diaye, calciatore senegalese (Yeumbeul, n. 1987)
- Moustapha N'Diaye, calciatore senegalese (Dakar, n. 1994)
- Moussa N'Diaye, ex calciatore senegalese (Pire, n. 1979)
- Moussa N'Diaye, calciatore senegalese (Dakar, n. 2002)
- Oumar N'Diaye, ex calciatore mauritano (Mantes-la-Jolie, n. 1985)
- Ousmane N'Diaye, calciatore senegalese (Dakar, n. 1991)
- Pape Amadou N'Diaye, ex calciatore senegalese (Rufisque, n. 1977)
- Pape Seydou N'Diaye, calciatore senegalese (n. 1993)
- Samba N'Diaye, ex calciatore senegalese (Dakar, n. 1972)
- Sylvain N'Diaye, ex calciatore senegalese (Parigi, n. 1976)
- Tenema N'Diaye, ex calciatore maliano (Bamako, n. 1981)
- Mahamadou N'Diaye, calciatore senegalese (Dakar, n. 1990)

## Cestiste(6)
- Fatime N'Diaye, ex cestista senegalese (Dakar, n. 1976)
- Fatou N'Diaye, ex cestista senegalese (Dakar, n. 1977)
- Marthe N'Diaye, ex cestista senegalese (Joal-Fadiouth, n. 1963)
- Astou N'Diaye, ex cestista e allenatrice di pallacanestro senegalese (Kaolack, n. 1973)
- Djénéba N'Diaye, cestista maliana (Bamako, n. 1997)
- Fatou N'Diaye, ex cestista senegalese (Dakar, n. 1962)

## Cestisti(9)
- Mbaye N'Diaye, cestista senegalese (n. 1999)
- Assane N'Diaye, ex cestista senegalese (Thiès, n. 1969)
- Ndongo N'Diaye, ex cestista senegalese (Dakar, n. 1977)
- Abdou N'Diaye, ex cestista e allenatore di pallacanestro senegalese (Dakar, n. 1953)
- Hamady N'Diaye, cestista senegalese (Dakar, n. 1987)
- Ismaël N'Diaye, ex cestista e allenatore di pallacanestro ivoriano (Abidjan, n. 1982)
- Makhtar N'Diaye, ex cestista senegalese (Dakar, n. 1973)
- Mamadou N'Diaye, ex cestista e allenatore di pallacanestro senegalese (Dakar, n. 1975)
- Moussa N'Diaye, cestista senegalese (Dakar, n. 1934 - Dakar, † 2021)

## Dirigenti sportivi(1)
- Babacar N'Diaye, dirigente sportivo, allenatore di calcio e ex calciatore senegalese (Thiès, n. 1973)

## Registi(1)
- Samba Felix N'Diaye, regista senegalese (Dakar, n. 1945 - Dakar, † 2009)

## Scrittori(1)
- Joseph N'Diaye, scrittore senegalese (Rufisque, n. 1922 - Dakar, † 2009)

## Taekwondoka(1)
- M'bar N'Diaye, taekwondoka francese (Parigi, n. 1983)